# Innoss'B
Innoss'B, pseudonimo di Innocent Didace Balume (Goma, 5 maggio 1997), è un cantante e rapper della Repubblica Democratica del Congo.

## Biografia
Innoss'B ha pubblicato due album in studio nel corso della sua carriera, il più recente Mortel-06, uscito nella seconda metà del 2021. È stato candidato per il Best International Act agli annuali BET Awards. Agli MTV Africa Music Awards, invece, ha ricevuto la nomination in tre categorie, tra cui quella alla canzone dell'anno per Olandi.

## Discografia

### Album in studio
- 2013 – Innocent
- 2021 – Mortel-06

### Album dal vivo
- 2023 – Afrocongo Planet Live

### EP
- 2017 – Plus
- 2024 – Calcul

### Mixtape
- 2016 – Turn On the Radio
- 2016 – Cha cha

### Singoli
- 2013 – Big Afrika
- 2016 – Innocent
- 2016 – Pepele
- 2016 – Elengi (feat. Koffi Olomide)
- 2017 – Logik
- 2018 – Lelo lelo
- 2018 – Mon boulot
- 2018 – Mur
- 2019 – Dernière chance
- 2019 – Yo pe
- 2019 – Achour
- 2020 – Nous sommes l'avenir
- 2020 – Olandi
- 2020 – Best (feat. Damso)
- 2021 – Bolingo mabe (con Anita e Ombre2Choc Girls)
- 2021 – Meme
- 2021 – Oko lelela nani (con Samarino)
- 2021 – Ensorcelé (con Doks)
- 2021 – No No (feat. Rebo)
- 2022 – Maboko milayi (feat. Awilo Longomba)
- 2023 – Kiss (feat. Zuchu)
- 2023 – Flex (feat. Kaaris)
- 2023 – Pistolet (con Stéphane)
- 2023 – Lipeka (con Yemi Alade)
- 2023 – Mpiaka
- 2024 – L'temps (con Nix'xon)
- 2024 – Appétit (con Good Nation e Fresh)
- 2025 – Chilling